# Outshined
Outshined – singel amerykańskiego zespołu Soundgarden, wydany w 1991 r., jako drugi singel (po "Rusty Cage") promujący album Badmotorfinger. Autorem tekstu jest wokalista zespołu, Chris Cornell, zaś muzyki Cornell i gitarzysta Kim Thayil. "Outshined" stał się jednym z największych hitów Soundgarden, znalazł się w 1997 roku na składance singli nazwanej "A-Sides", oraz na retrospektywnym box-secie "Telephantasm" w 2010 roku.

## Kompozycja, tekst
"Outshined" został napisany przez gitarzystę Kima Thayila oraz wokalistę Chrisa Cornella. Piosenkę otwiera charakterystyczny, ciężki riff, zagrany na gitarze nastrojonej do drop D. Wersy są nagrane w niestandardowym metrum 7/4, z którego muzycy Soundgarden często korzystali podczas komponowania innych utworów (m.in. "Spoonman" i "Fell on Black Days". Kim Thayil powiedział, że Soundgarden zwykle nie przywiązuje do tego większej wagi, i zazwyczaj metrum w ich utworach jest "całkowicie przypadkowe".
W jednym z wywiadów, Chris Cornell tak oto skomentował inspiracje do napisania tekstu do "Outshined": "Szczerze mówiąc nigdy nie zawierałem swoich wątków biograficznym w tekstach, jednak pisząc wers "I'm looking California and feeling Minnesota" czułem się pokrzepiony."

## Wydanie i odbiór
"Outshined" został wydany jako singel w 1991 roku, w różnych wersjach z niepublikowanymi do tej pory utworami na stronie B: "Cold Bitch", "I Can't Give You Anything", "Girl U Want", "Show Me", "I Don't Care About You", "Can You See Me" i "Homicidal Suicidal". Poza Stanami Zjednoczonymi, singel został wydany w Niemczech, Holandii i Wielkiej Brytanii.
"Outshined" od momentu wydania stał się niekwestionowanym hitem, regularnie emitowanym w stacji MTV. "Outshined" zawiera jedną z najbardziej pamiętnych zwrotek, "I'm looking California and feeling Minnesota". Ten fragment tekstu był inspiracją dla tytułu filmu "Feeling Minnesota", jednak żaden utwór Soundgarden nie pojawił się na oficjalnym soundtracku filmu. Ponadto, fragment "feeling Minnesota" został wykorzystany przez reportera Stuarta Scotta, w odniesieniu do Kevina Garnetta, który przez 11 lat bronił barw Minnesota Timberwolves.
Piosenka Outshined opublikowana została również na soundtracku do filmu Prawdziwy romans (1993), kompilacji A-Sides (1997), oraz box secie Telephantasm w 2010 roku, a wersję koncertową można znaleźć na Motorvision (VHS, 1992), będącym zapisem występów Soundgarden w Paramount Theatre w Seattle, które odbyły się 5 i 6 marca 1992 r. podczas trasy promującej album Badmotorfinger.

## Teledysk
Do utworu Outshined powstały dwa wideoklipy – oficjalna wersja, której twórcami są Matt Mahurin (reżyseria) oraz Jonathan Dayton i Valerie Faris (produkcja) oraz alternatywna wersja emitowana w telewizji kanadyjskiej.

## Lista wydań i utworów[4]
- Singel promocyjny (płyta kompaktowa i płyta gramofonowa, USA)

| Nr. |  | Tytuł              | Tekst         | Muzyka                    | Długość |
| --- |  | ------------------ | ------------- | ------------------------- | ------- |
| 1.  |  | "Outshined (edit)" | Chris Cornell | Chris Cornell, Kim Thayil | 4:10    |
| 2.  |  | "Outshined"        | Chris Cornell | Chris Cornell, Kim Thayil | 5:11    |

- Płyta kompaktowa (Niemcy)

| Nr. |  | Tytuł                    | Tekst         | Muzyka                                              | Długość |
| --- |  | ------------------------ | ------------- | --------------------------------------------------- | ------- |
| 1.  |  | "Outshined (edit)"       | Chris Cornell | Chris Cornell, Kim Thayil                           | 4:10    |
| 2.  |  | "Outshined"              | Chris Cornell | Chris Cornell, Kim Thayil                           | 5:11    |
| 3.  |  | "Girl U Want"            | Gerald Casale | Mark Mothersbaugh                                   | 3:29    |
| 4.  |  | "Show Me"                | Chris Cornell | Ben Shepherd                                        | 2:49    |
| 5.  |  | "Into the Void (Sealth)" | Geezer Butler | Ozzy Osbourne, Tony Iommi, Geezer Butler, Bill Ward | 6:37    |

- Płyta gramofonowa (Wielka Brytania)

| Nr. |  | Tytuł                       | Tekst          | Muzyka                    | Długość |
| --- |  | --------------------------- | -------------- | ------------------------- | ------- |
| 1.  |  | "Outshined"                 | Chris Cornell  | Chris Cornell, Kim Thayil | 5:11    |
| 2.  |  | "I Can't Give You Anything" | Dee Dee Ramone | Dee Dee Ramone            | 2:16    |

- Płyta kompaktowa (Holandia)

| Nr. |  | Tytuł                    | Tekst         | Muzyka                    | Długość |
| --- |  | ------------------------ | ------------- | ------------------------- | ------- |
| 1.  |  | "Outshined (edit)"       | Chris Cornell | Chris Cornell, Kim Thayil | 4:10    |
| 2.  |  | "I Don't Care About You" | Fear          | Fear                      | 1:55    |
| 3.  |  | "Can You See Me"         | Jimi Hendrix  | Jimi Hendrix              | 2:40    |
| 4.  |  | "Outshined"              | Chris Cornell | Chris Cornell, Kim Thayil | 2:49    |

- Singel promocyjny (płyta gramofonowa, Wielka Brytania)

| Nr. |  | Tytuł                       | Tekst         | Muzyka                    | Długość |
| --- |  | --------------------------- | ------------- | ------------------------- | ------- |
| 1.  |  | "Outshined (edit)"          | Chris Cornell | Chris Cornell, Kim Thayil | 4:10    |
| 2.  |  | "I Can't Give You Anything" | Ramones       | Ramones                   | 2:16    |
| 3.  |  | "Homicidal Suicidal"        | Budgie        | Budgie                    | 4:22    |
| 4.  |  | "Outshined"                 | Chris Cornell | Chris Cornell, Kim Thayil | 5:11    |

## Twórcy
- Chris Cornell – śpiew, gitara
- Kim Thayil – gitara
- Matt Cameron – perkusja
- Ben Shepherd – gitara basowa

## Pozycje w zestawieniach
| Zestawienie (1992) | Pozycja |
| ------------------ | ------- |
| UK Singles Chart   | 50      |